# Stanisław Celestyn Napiórkowski
Stanisław Celestyn Napiórkowski (ur. 3 września 1933 we wsi Mroczki Małe, gmina Chrościce, pow. miński) – polski teolog, ksiądz katolicki, franciszkanin (OFMConv). Emerytowany profesor Katolickiego Uniwersytetu Lubelskiego. Zajmuje się dogmatyką, mariologią, ekumenizmem.

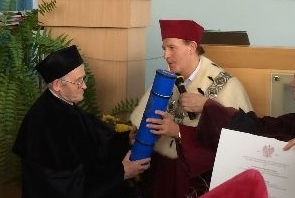
O. prof. S.C. Napiórkowski odbiera dyplom doktora honoris causa z rąk rektora Uniwersytetu Opolskiego prof. Stanisława Niciei (2014)

## Życiorys
Śluby wieczyste złożył 4 października 1954, święcenia kapłańskie przyjął 11 sierpnia 1957. Członek Komisji Episkopatu Polski ds. Ekumenizmu (1970–1994), Komisji Mieszanej (1974–1994), Komisji Mieszanej Katolicko-Luterańskiej, powołanej przez watykański Sekretariat ds. Jedności Chrześcijan i Światową Federację Luterańską (1974–1984), Podkomisji Dialogu (1977–1996), przewodniczył Sekcji Dogmatycznej Teologów Polskich (1983–1989); członek Komisji Katolicko-Luterańskiej w Polsce. Promotor 55 doktorów. Pod jego kierunkiem stopień naukowy doktora otrzymali m.in. Elżbieta Adamiak, Andrzej Czaja, Krzysztof Kowalik, Józef Majewski, Antoni Nadbrzeżny, Sławomir Pawłowski, Kazimierz Pek.
Od 1983 zajmował stanowisko profesora KUL. Przez 20 lat był kierownikiem Katedry Mariologii KUL (na stanowisku tym w 2010 zastąpił go ks. Kazimierz Pek). Był także stałym współpracownikiem Instytutu Ekumenicznego tej uczelni, profesorem teologii dogmatycznej w Wyższym Seminarium Duchownym Ojców Franciszkanów w Łodzi-Łagiewnikach. Obecnie na emeryturze.
Jest autorem wielu publikacji, głównie z dziedzin mariologii, ekumenizmu i metodologii teologii oraz franciszkanizmu.

## Wybrane publikacje
- Solus Christus. Zbawcze pośrednictwo według „Księgi zgody”. Lublin: RW KUL, 1999, s. 293. ISBN 83-228-0699-X.
- Bliżej wspólnoty. Katolicy i luteranie w dialogu 1965-2000, (red. naukowa i tłumaczenie wspólnie z Karolem Karskim), Lublin 2003.
- Wierzę w jeden Kościół. Tarnów: Biblos, 2003, s. 505. ISBN 83-7332-112-8.
- Ja, Służebnica Pana. Problemy, poszukiwania, perspektywy. Lublin: RW. KUL, 2009, s. 449. ISBN 978-83-7363-854-9.
- Bóg łaskawy. Nad „Wspólną deklaracją o usprawiedliwieniu”. Warszawa: Biblioteka „Więzi”, 2001, s. 136. ISBN 83-88032-41-0.
- Razem dla Chrystusa. Wybór publikacji teologiczno-ekumenicznych, red. Stanisław Józef Koza, Wydawnictwo Gaudium, Lublin 2013, s. 599 ISBN 978-83-7548-155-6.
- 40 lat pod krzyżem. Siostra Róża Wanda Niewęgłowska (1928-1989), red. nauk. wspólnie z Feliksem Grabowcem, Wydawnictwo Ojców Franciszkanów, Niepokalanów 2014, s. 224 ISBN 978-83-7766-085-0.

## Wyróżnienia
5 października 2007 otrzymał powstałą z inicjatywy René Laurentina nagrodę naukową „Pro Ancilla Domini” (Dla Służebnicy Pańskiej), przyznawaną przez Papieski Wydział Teologiczny „Marianum” w Rzymie.
W 2014 został doktorem honoris causa Uniwersytetu Opolskiego. Promotorem w przewodzie był bp prof. Andrzej Czaja.